# 토파티

토파티(Tohpati Ario Hutomo, 1971년 7월 25일~)는 자카르타에서 태어난 재즈 기타 연주자, 송라이터이다. 그는 Glenn Fredly, Indro, Arie Ayunir, Shakila 등과의 협연으로 알려져있으며 세계적 지명도를 가진 뮤지션이다. 그는 인도네시아의 전통음악을 현대적인 감각과 결합하기 위해 노력하고 있으며 팻 메스니의 영향을 많이 받았다.

## 개요
어릴때부터 자카르타에서 연주할 기회를 가져왔다. 14세에 이미 경연대회에 나가서 최고의 기타리스트라는 얘기를 들은 적이 있다. 18세 때는 자바섬 최고의 기타리스트로 뽑히기도 했다. 이후 "야마하 밴드 익스플로전"에서도 최고상을 받으면서 전국적으로 이름이 알려졌다.
토파티는 프로 뮤지션이 되기로 하고 밴드  Simak Dialog을 결성했다. 동료 Indro 역시 여러 경연에서 최고상을 받은 베이스주자였다.
1990년대 후반, 토파티는 솔로 1집을 냈다. 팝 가수들을 참여시키고 뮤직비디오를 찍기도 했다. 
2집은 한곡을 제외하곤 연주곡으로 채웠다. 어쿠스틱한 사운드를 통해 발리섬다운 느낌을 결합시키려고 했다. 이전 앨범에 비해 좀 더 재즈 퓨전적이라는 평가를 받았다.
2007년부터 simakDialog와 토파티는 미국의 레이블 문준 레코드와 계약하고 앨범의 세계배급을 시작했다. 토파티는 솔로앨범도 문준을 통해 발매하기 시작했다. 그의 트리오 Tohpati Bertiga는 프로그레시브 메탈 느낌도 다소 가미했다.
토파티는  펜더 스트라토캐스터를 주로 이용한다. 종종 Seymour Duncan과 DiMarzio X2N을 쓰기도 하며Sadowsky와 Takamine도 가끔 사용한다. Rocktron effects를 Mesa Boogie 앰프에 물려서 사용하는 편이다.

## 음반 목록

### Halmahera
- 1995 - Lukisan Pagi
- 1996 - Alam dan Seniku

### SimakDialog
- 1996 - Lukisan
- 1999 - Baur
- 2002 - Trance/Mission
- 2005 - Patahan
- 2008 - Demi Masa
- 2012 - The 6th Story
- 2014 - Live at Orion

### Album Solo
- 1997 - Tohpati
- 2002 - Serampang Samba
- 2008 - It's Time
- 2010 - Tohpati Ethnomission[2]
- 2011 - Tohpati Bertiga
- 2013 - Song For You
- 2014 - Tribal Dance
- 2015 - Guitar Fantasy

### Trisum
- 2007 - Trisum 1st edition
- 2011 - Trisum Five in One

### Sebagai Musisi Pendukung
- (1996) Akustichrisye - Chrisye.
- (1997) Kala Cinta Menggoda - Chrisye lagu "Gelap Kan Sirna" ciptaan Tohpati.
- (1998) Salahkan Rembulan - Rita Effendy.
- (2000) Perempuan (album) - Rita Effendy.
- (2001) Bahasa Langit - Ebiet G. Ade'
- (2001) Konser KD - Krisdayanti.
- (2003) In Collaboration with - Iwan Fals.
- (2003) Marcell - Marcell Siahaan lagu "Semusim" ciptaan Tohpati.
- (2004) Cahaya - Krisdayanti.
- (2004) Senyawa - Chrisye.
- (2005) The Real Me - Ressa Herlambang.
- (2005) "Jauh Di Sana" - Icha
- (2005) Seri Cinta - Indonesian Idol.
- (2006) Cintai Aku Lagi - Sania
- (2006) Tribute To Tonny Koeswoyo - Indonesian Idol.
- (2007) "Kembali" - lagu ciptaan Tohpati - Gya Anandini.
- (2007) Jadikan Aku Yang Ke 2 - Astrid Sartiasari pada lagu "Cinta Itu".
- (2008) Hidup - Marcell Siahaan.
- (2008) Misha Omar - Misha Omar.
- (2009) Aku Bertahan - Rio Febrian.
- (2010) The Masterpiece of Rinto Harahap - karya Rinto Harahap.
- (2010) Sejuta Cinta - CD 3.
- (2010) Indonesia Mencari Bakat 1